# Schiffswerft August Pahl
Die Schiffswerft August Pahl war eine nach ihrem Gründer benannte Werft in Hamburg.

## Gründung (1897)
August Pahl gründete 1897 eine Werft in Hamburg-Finkenwerder auf dem Gelände von J. C. Wriede, hier baute er vorwiegend Barkassen und Motorboote. Aufgrund von fehlenden Ausdehnungsmöglichkeiten erfolgte 1910 ein Umzug auf ein größeres Gelände am Köhlfleet.

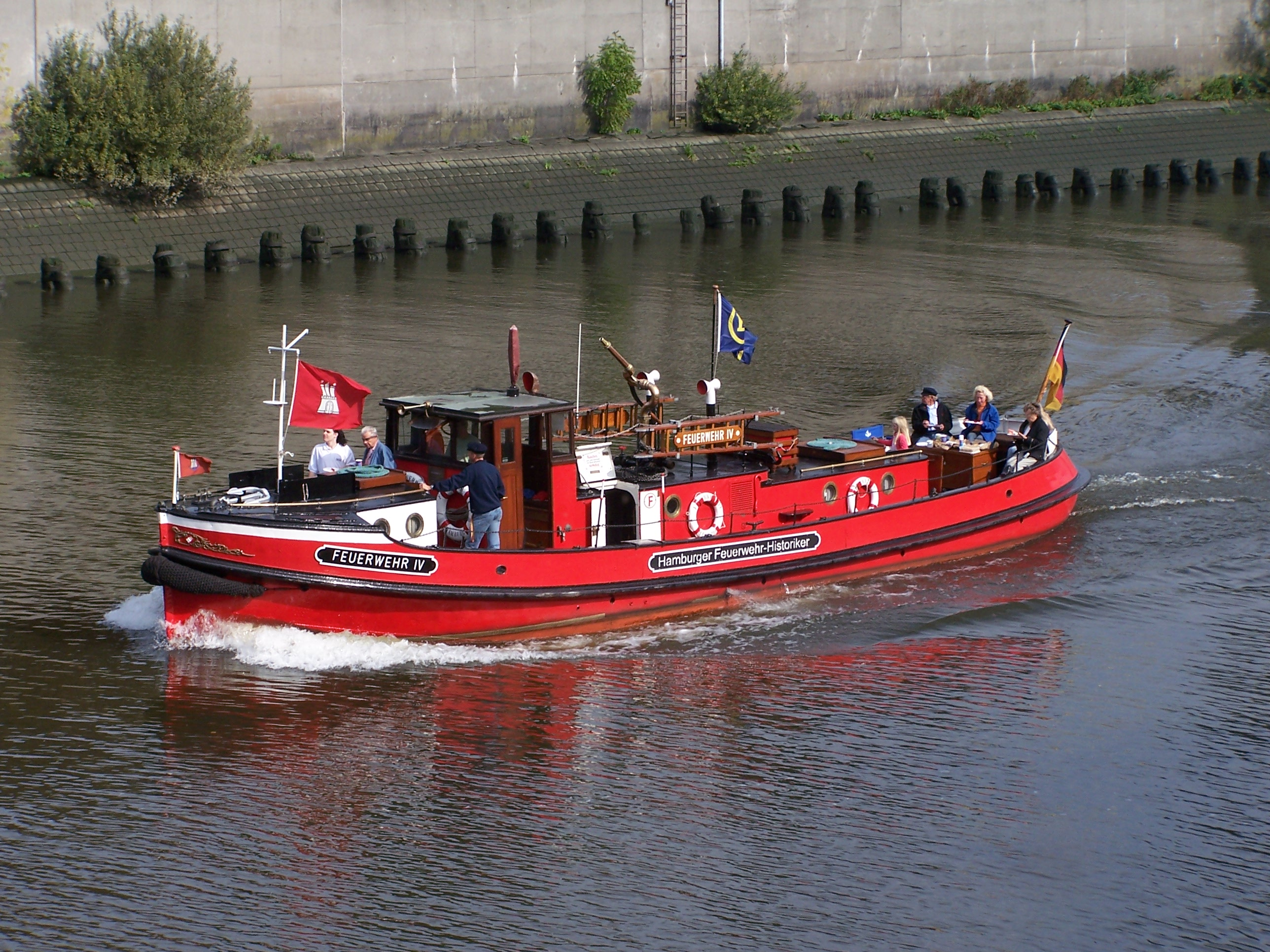
Feuerwehr IV, historisches Löschboot der Hamburger Feuerwehr (Pahlwerft 1930 Bau-Nr. 152)

## Verlagerung zum Köhlfleet (1910)
Bis zum Ersten Weltkrieg wurden vorwiegend Motorbarkassen, wenige Motorschlepper und eine Schute gebaut. Rudolf Pahl, der 1919 in die Firma eintrat, entwickelte eine Fernbedienung für den Antriebsmotor der Boote. Damit konnte der Motor vom Steuerstand bedient werden.
Nach dem Krieg wurden neben den Motorbarkassen und Motorschleppern außerdem viele Feuerlöschboote gebaut, einige Fahrgastschiffe und fast 20 Seenotrettungsboote für die Deutsche Gesellschaft zur Rettung Schiffbrüchiger. Für die Afrikanische Frucht Compagnie wurden mehrere Flussleichter und eine Inspektionsbarkasse abgeliefert. Die größten Schiffe waren Hafenfähren (200 – 500 BRT) für die HADAG. Ab 1935 baute die Werft auch neun Alsterschiffe des neuen Typs.

## Erweiterung der Werft (1948)
Nach dem Zweiten Weltkrieg wurde die Werft erweitert, um auch größere Schiffe bauen zu können. Es begann mit Küstenmotorschiffen bis 300 BRT, ab 1955 wurden größere Frachter abgeliefert wie z. B. die Frachter Cap Castillo und ihr Schwesterschiff Cap Bonavista (4.040 BRT), die Cap Colorado (5850 BRT) und als letztes Schiff dieser Reihe die Poeldijk (5.600 BRT).

## Konkurs (1984)
Aufgrund der großen durch die Sturmflut 1962 verursachten Schäden konnten anschließend nur noch kleine Schiffe wie das Forschungsschiff Friedrich Heincke (370 BRT, Bau-Nr. 328) für die Biologische Anstalt Helgoland sowie Sektionen für andere Werften gebaut werden. 
Ende der sechziger und Anfang der siebziger Jahre wurden, neben diversen und umfangreichen Reparaturarbeiten (z. B. Hafenbagger, HADAG-Fähren, Tragflächenboote, Fischkutter etc.), auch Aufträge für Airbus (Transportvorrichtungen für den ersten Airbus A300), Flutschutzeinrichtungen für den Hafen (Schiebetore) oder auch antimagnetische Schiffsrümpfe (Marine) bearbeitet und erstellt.
1984 führte der Konkurs zum Ende dieser Finkenwerder Werft, die in diesen fast 90 Jahren über 300 Neubauten abgeliefert hat.

## Galerie

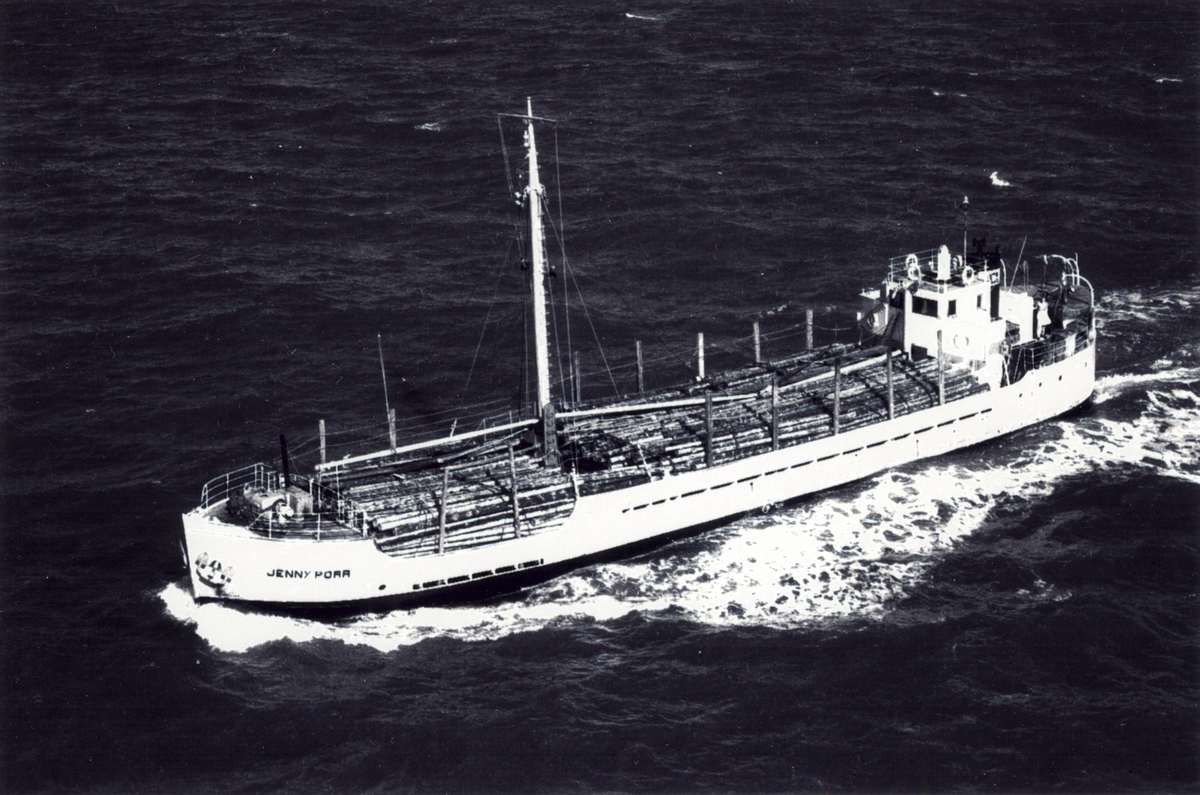
Jenny Porr, № 187
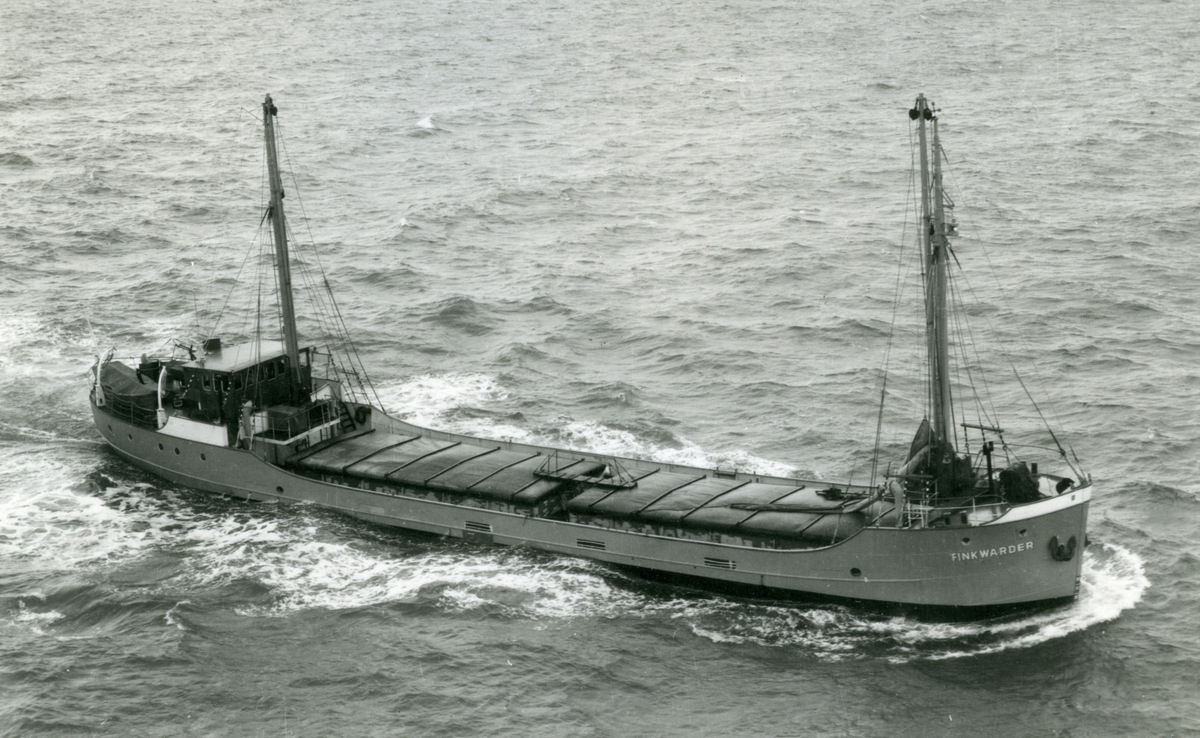
Finkwarder, № 195
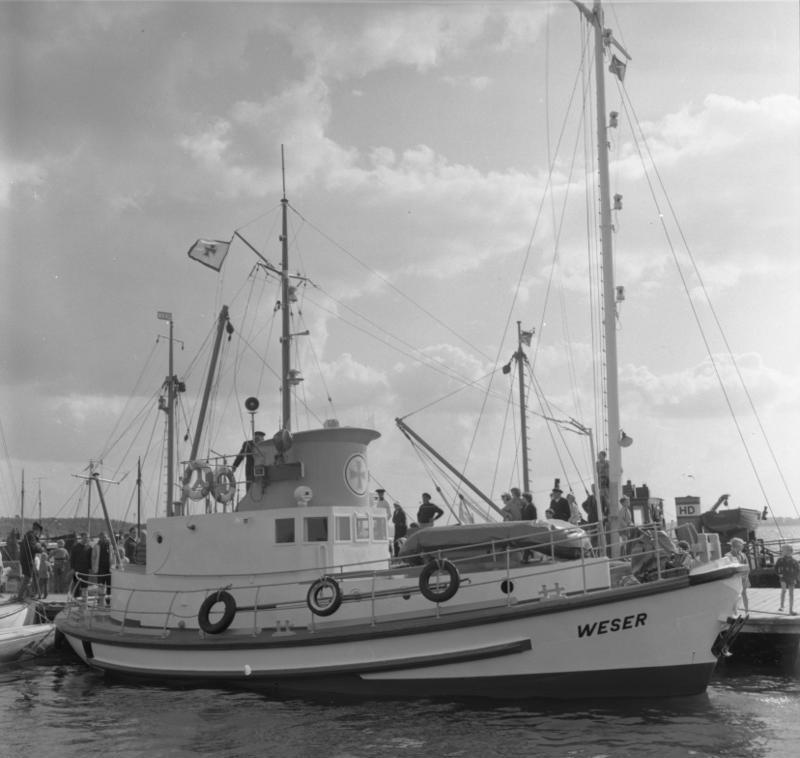
Weser, № 209
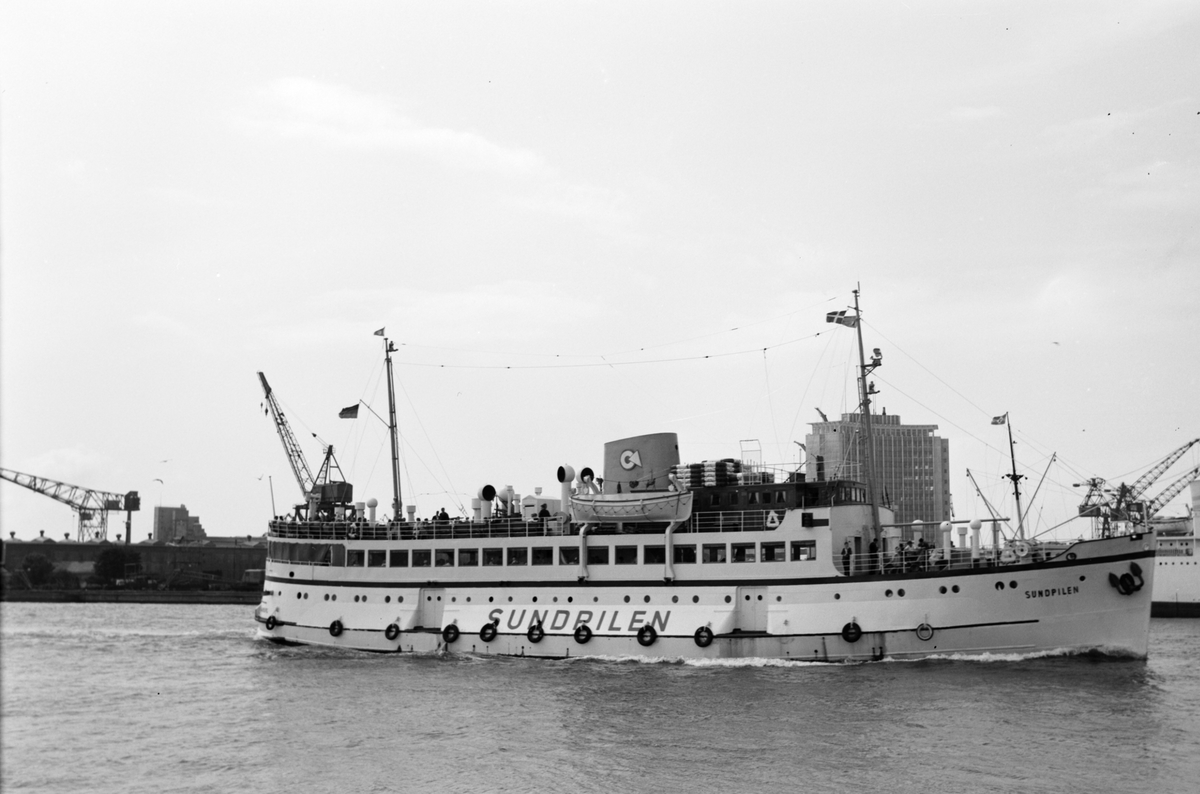
Sundpilen, № 216
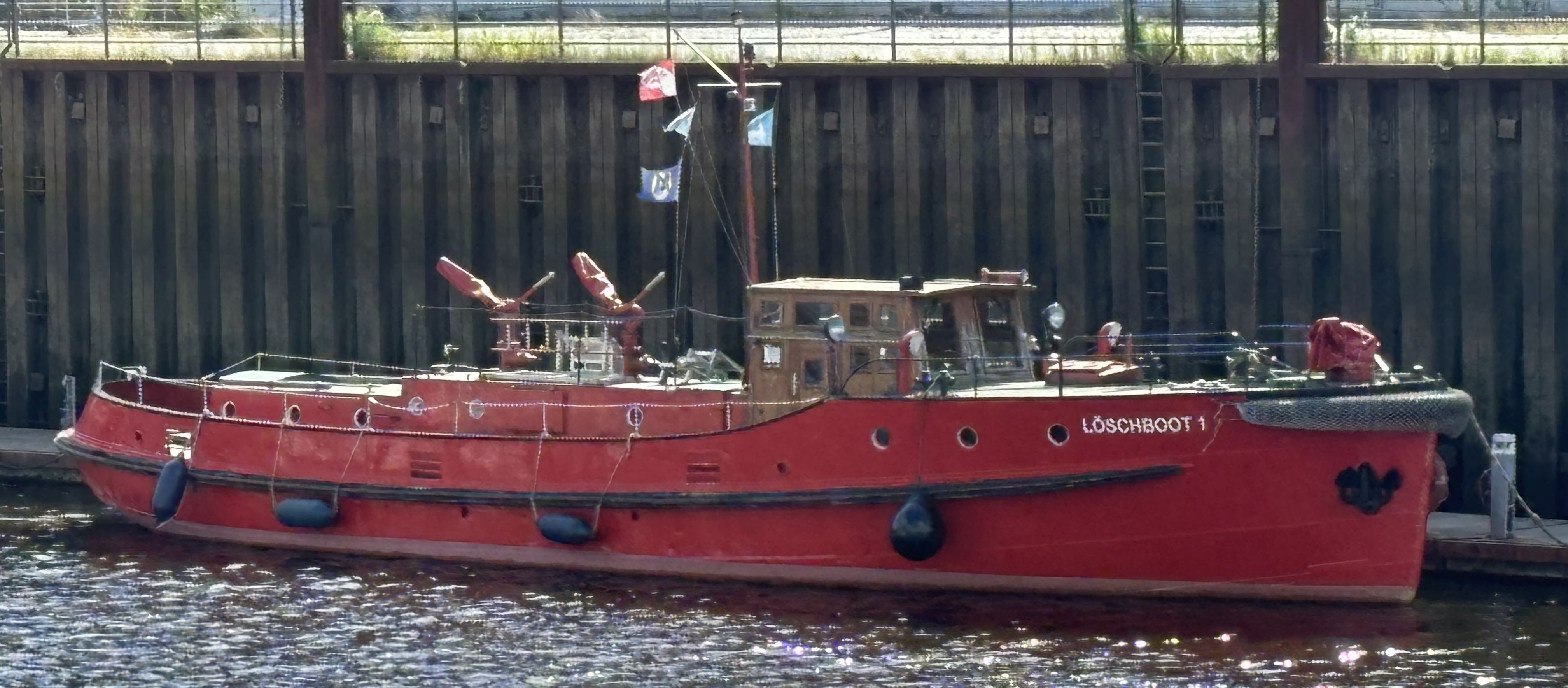
Löschboot 1, № 232
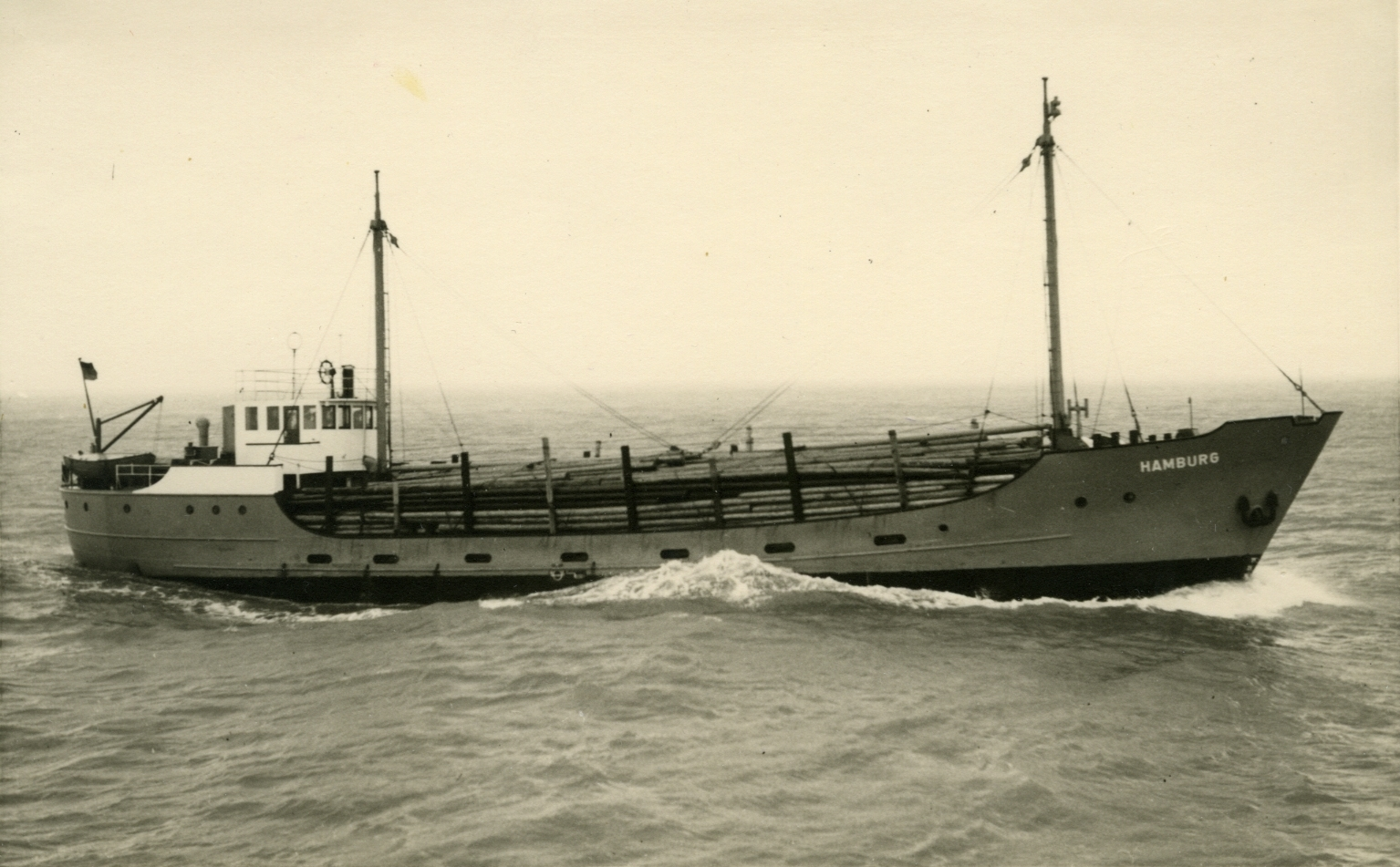
Hamburg, № 291
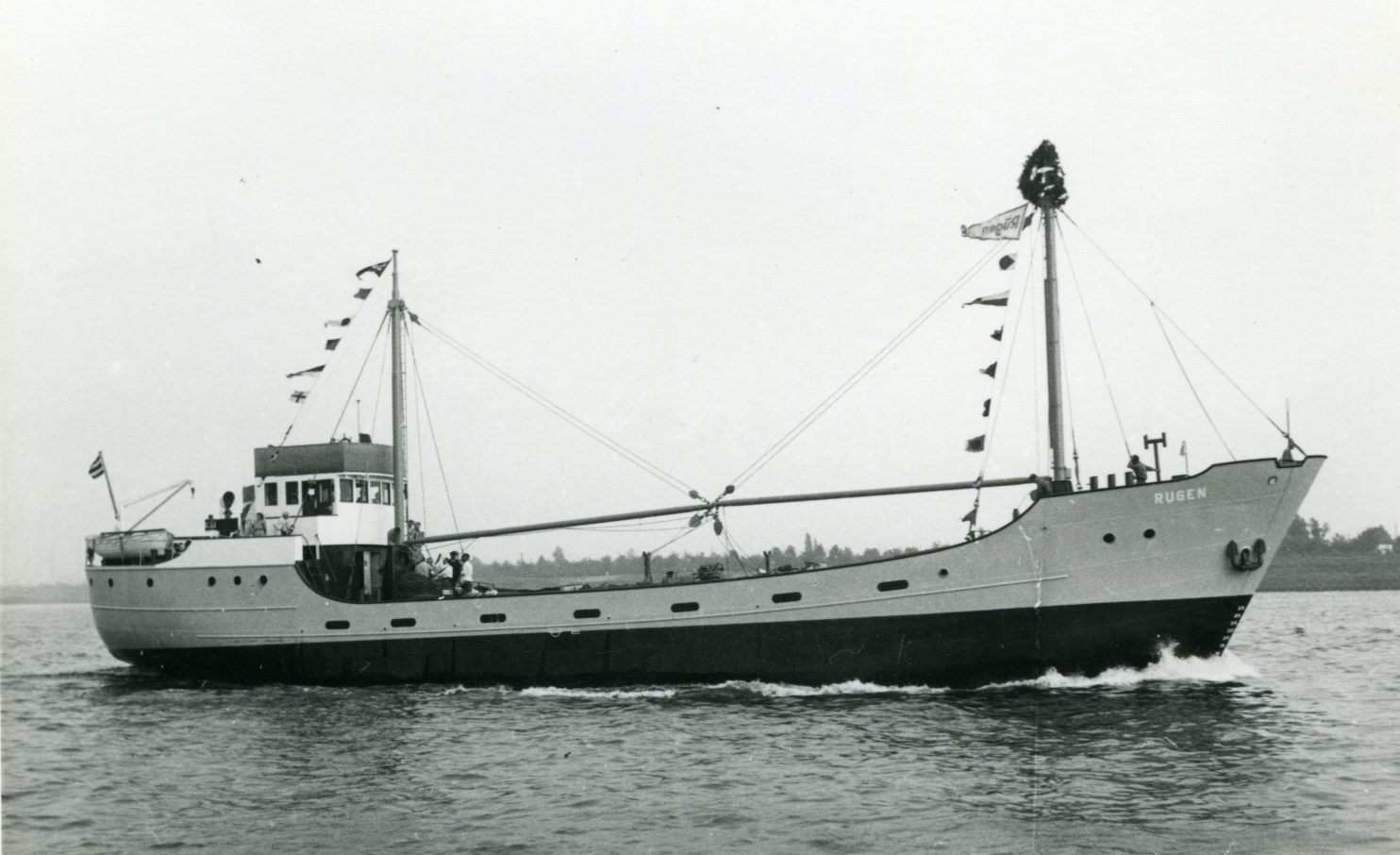
Rügen, № 292
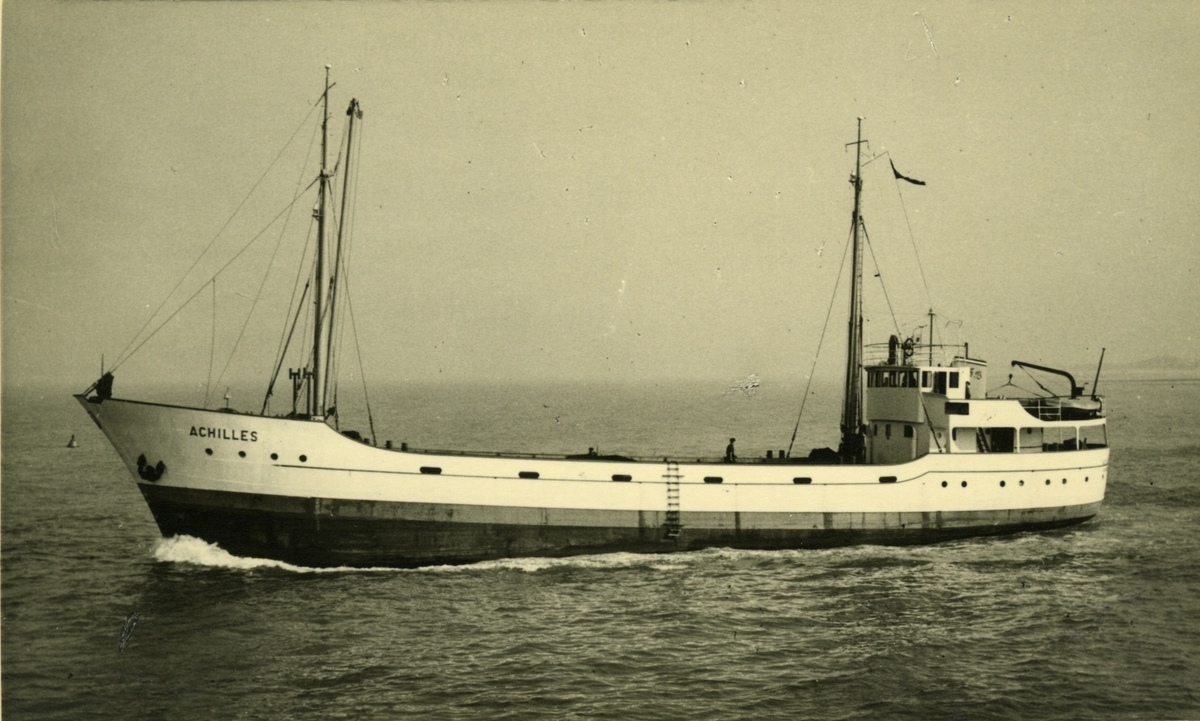
Achilles, № 294
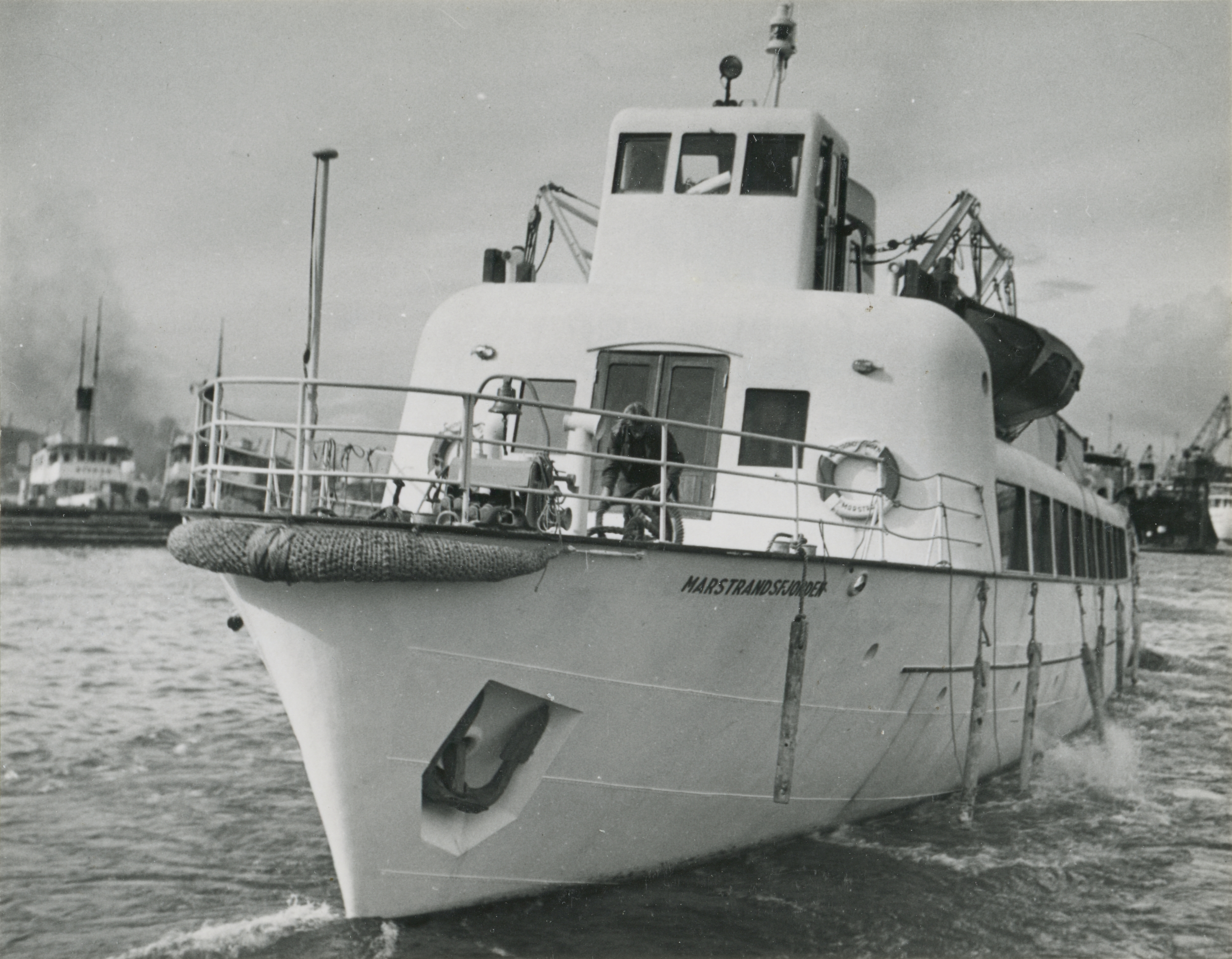
Marstrandsfjorden, № 302
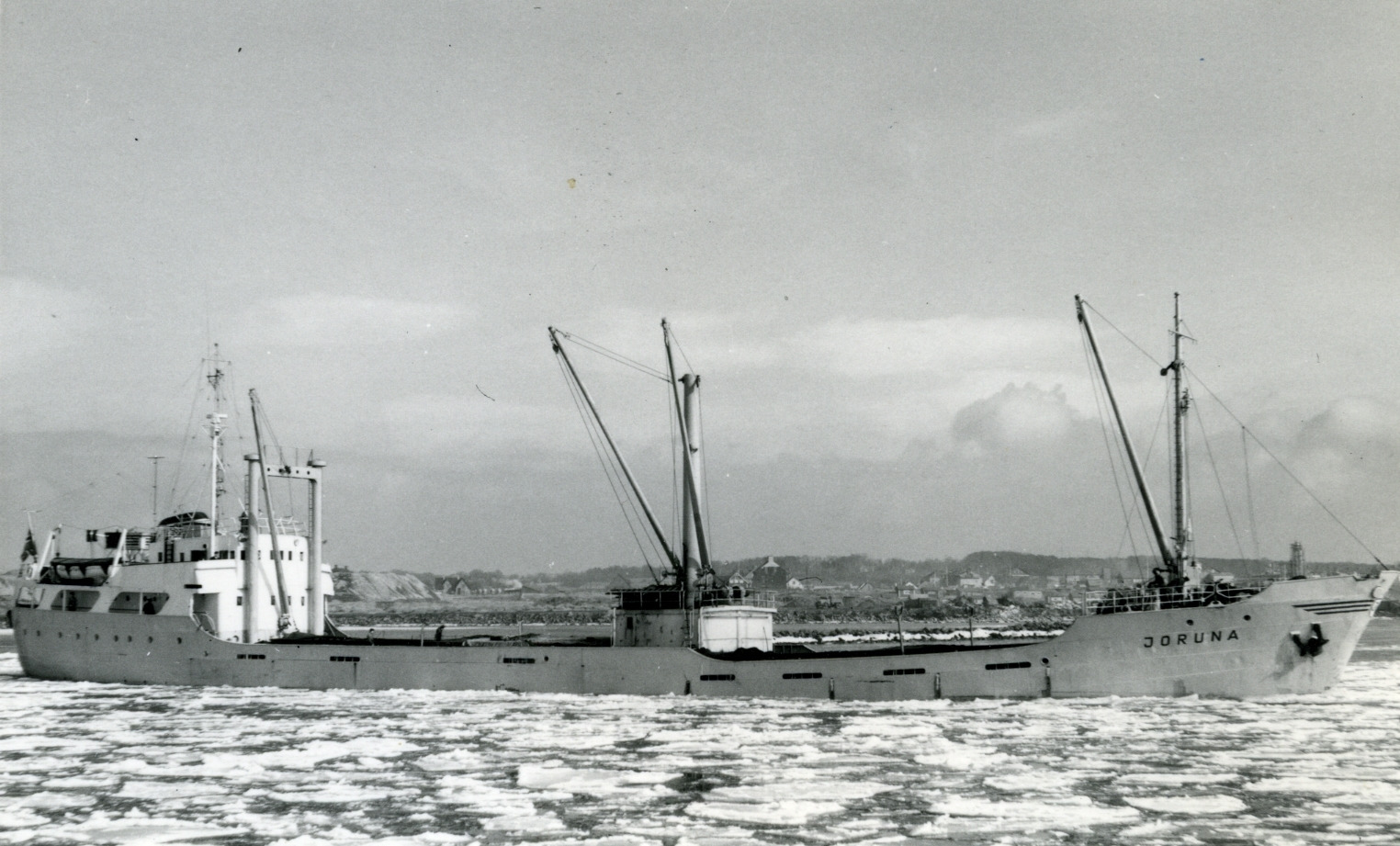
Joruna, № 303
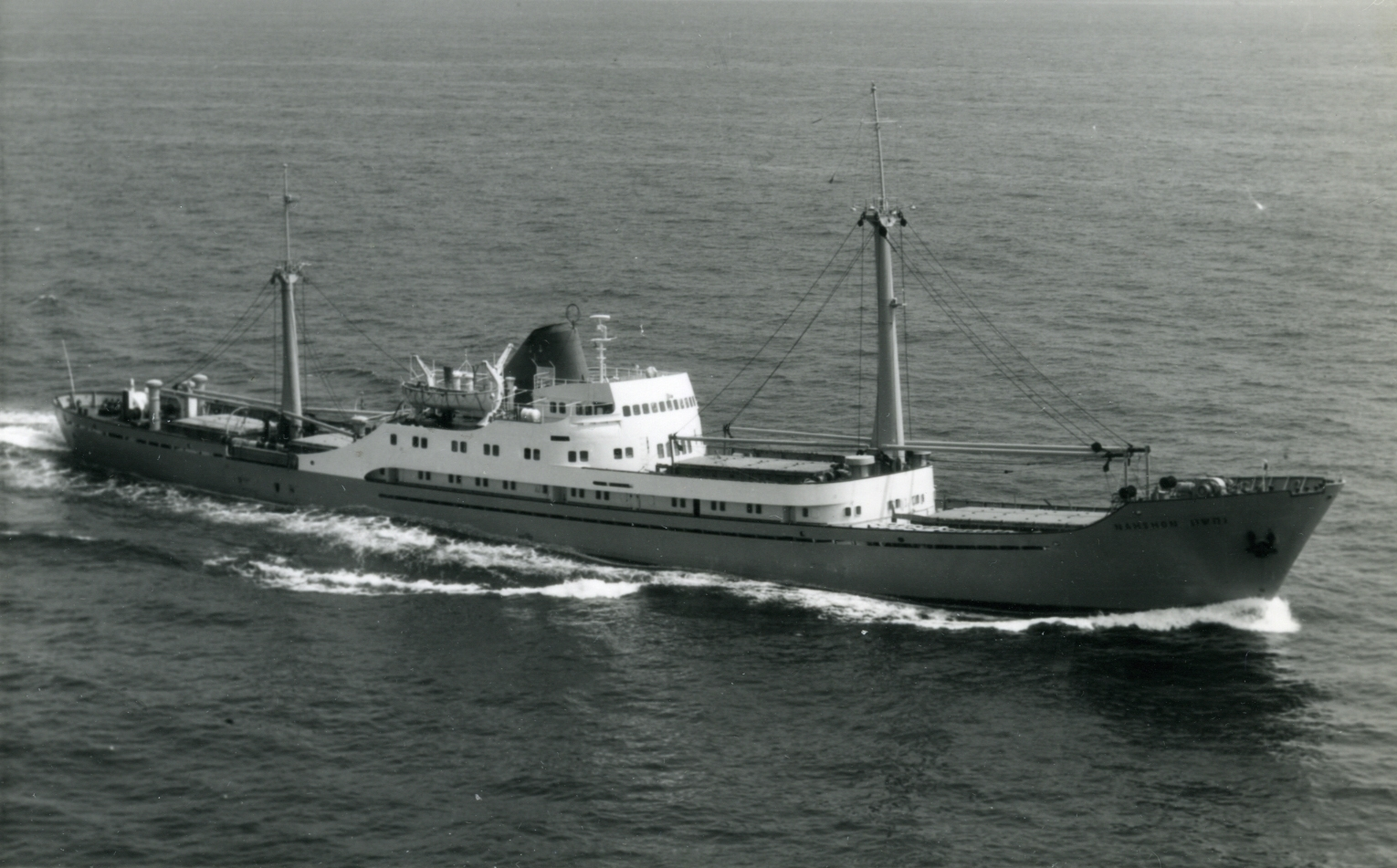
Nahshon, № 307
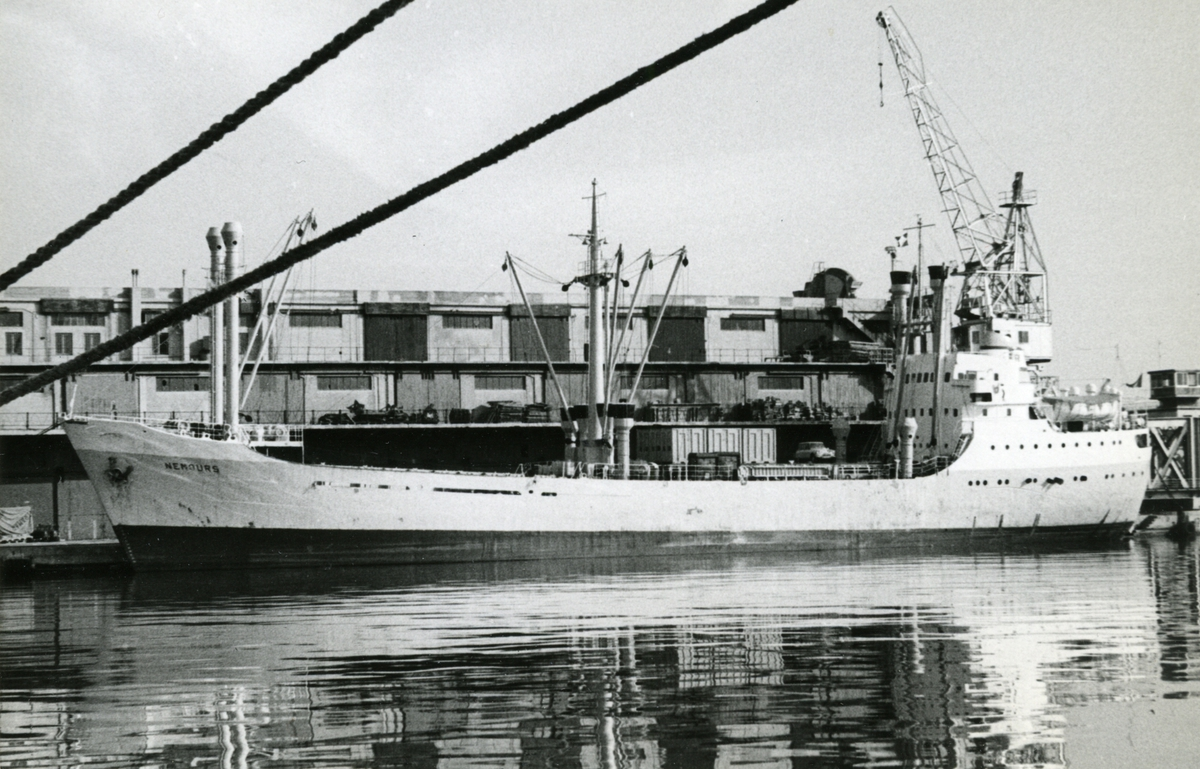
Nemours, № 313
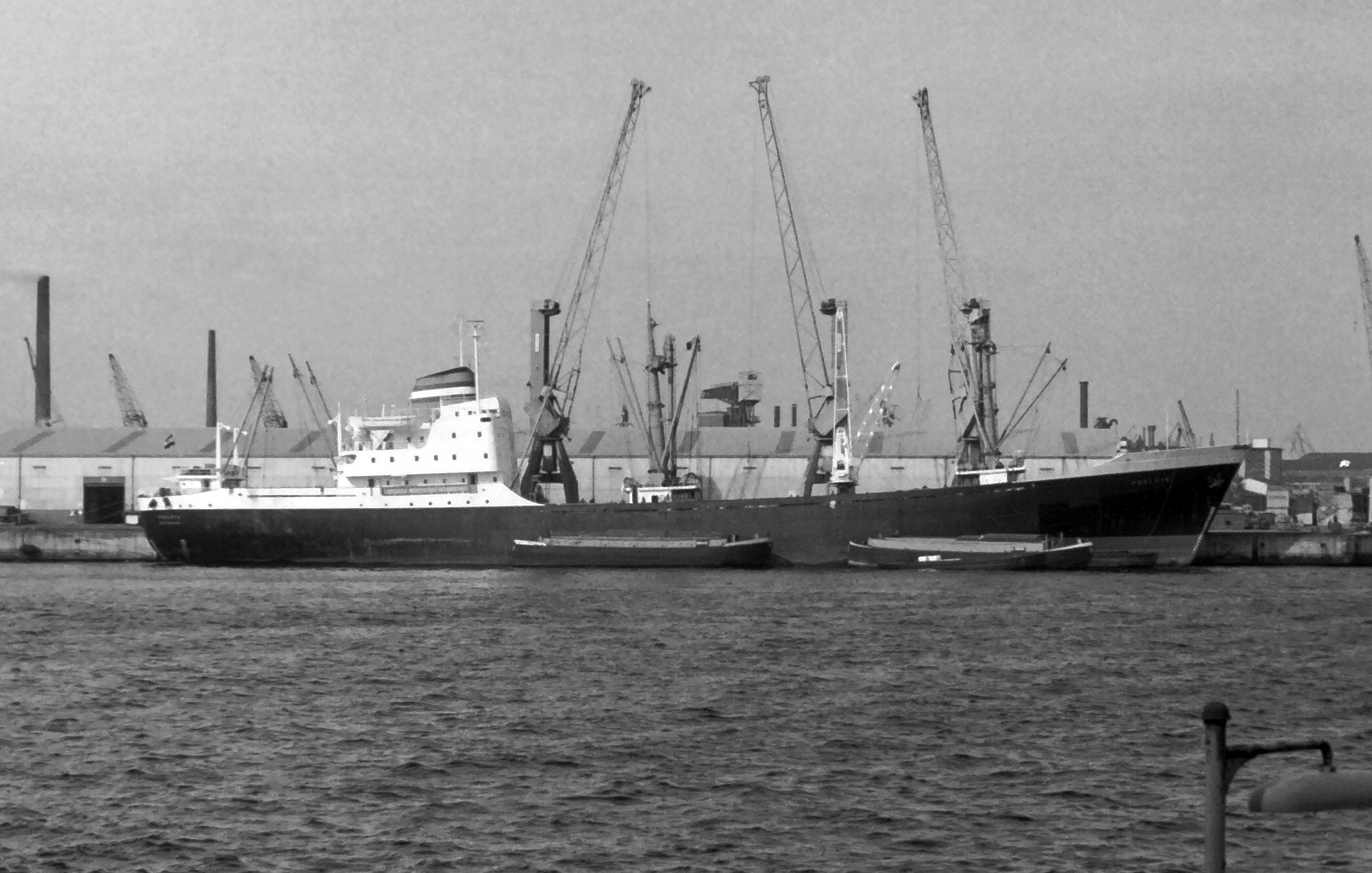
Poeldyk, № 321
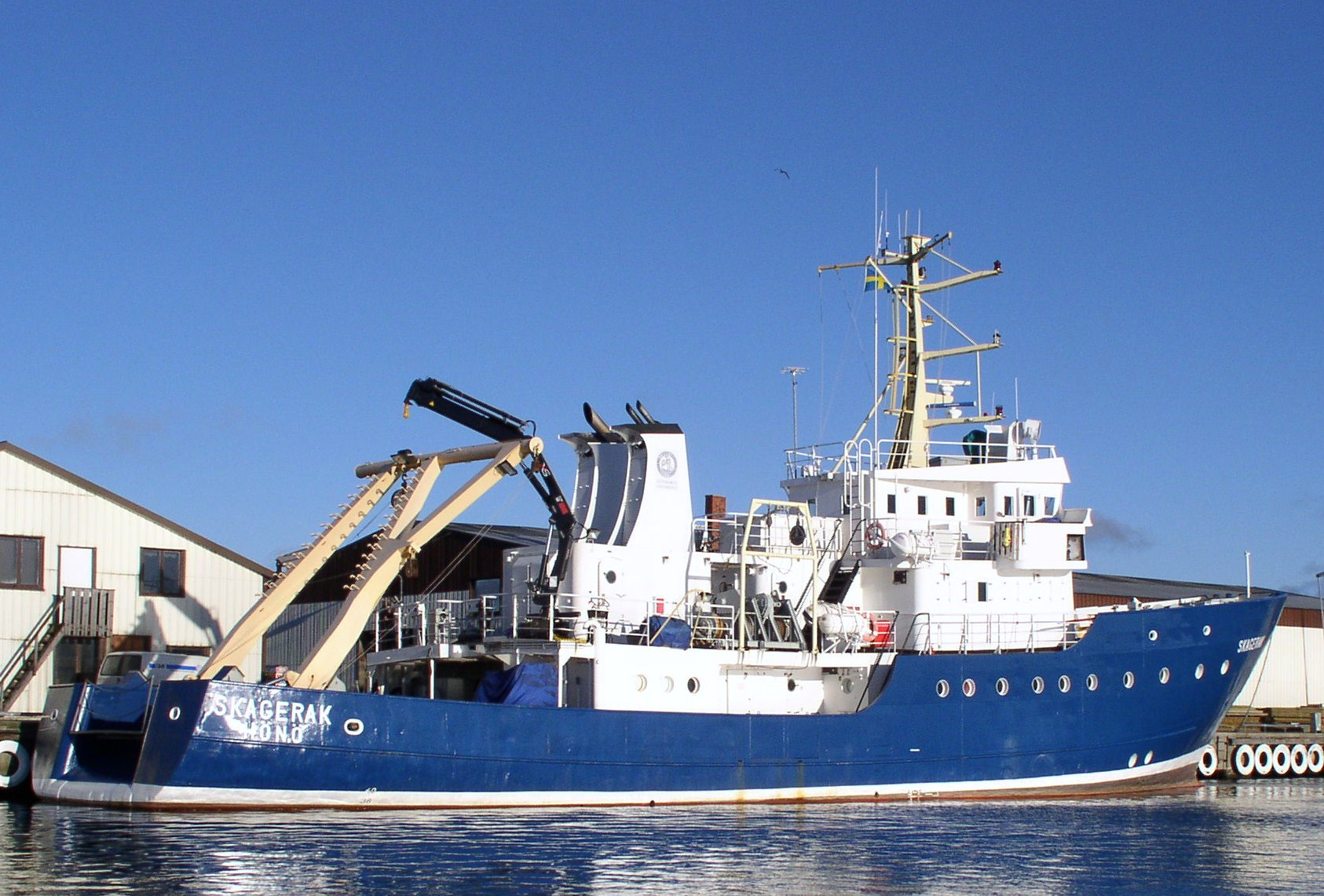
Skagerak, № 328